# Ingemar Düring

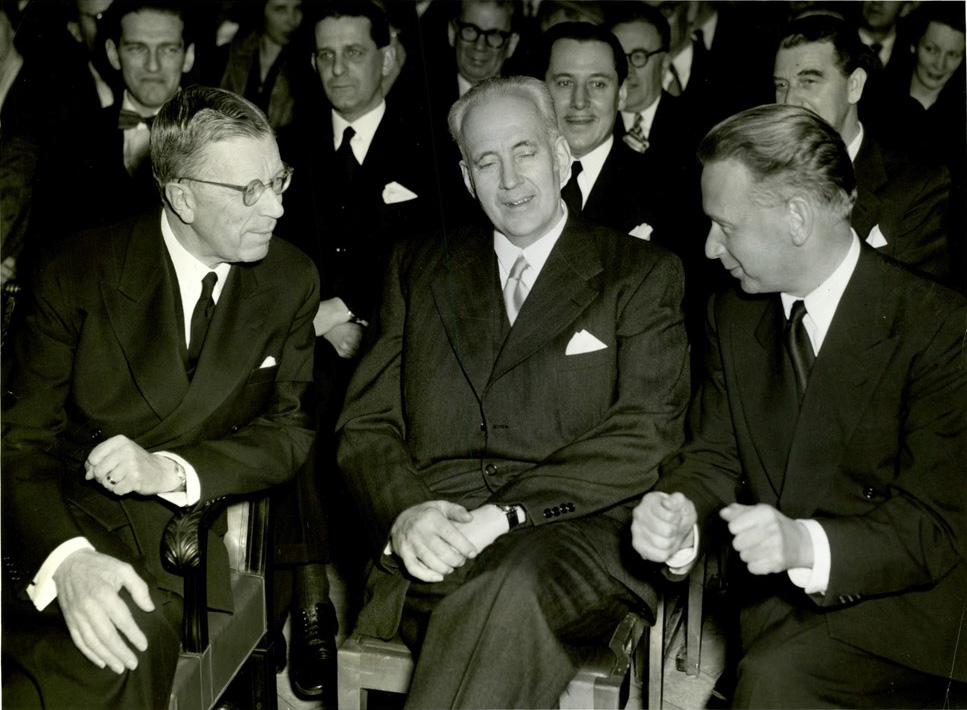
Ingemar Düring omgiven av Gustaf VI Adolf (t.v.) och Dag Hammarskjöld (t.h.) 1954.

Hans Ingemar Düring, född 2 september 1903 i Göteborg, död 23 december 1984 i Styrsö församling, var en svensk professor i klassiska språk i Göteborg åren 1945–1970.
Düring blev fil. dr och docent i grekiska språket vid Göteborgs högskola 1930, lektor vid högre allmänna läroverket i Vänersborg 1932 och vid Hvitfeldtska högre allmänna läroverket i Göteborg 1939 samt var professor i klassiska språk i Göteborg åren 1945–1970. Han var ordförande i 1946 års skolkommission, inspektor vid Guldhedens folkskoleseminarium, ordförande i Humanistiska förbundet i Göteborg, ledamot av radionämnden, ledamot av styrelsen för Svenska institutet i Rom respektive Aten, ordförande i Svenska UNESCO-kommittén, ledamot av Svenska UNESCO-rådet, 1963 års bibelkommission, samt ordförande i Filologiska samfundet i Göteborg och Föreningen för klassisk filologi i Göteborg. Düring var en av grundarna till Svenska Klassikerförbundet och dess ordförande 1945–1948. Han var 1955–1956 gästprofessor vid Institute for Advanced Study i Princeton, USA.
Dürings eget område var klassiska språk. Hans doktorsavhandling handlade om Ptolemaios harmonilära. Han kom sedan att publicera ett flertal skrifter om Platon och framför allt Aristoteles. Under 1950- och 1960-talen gick han igenom ett stort antal av de skriftliga källor, som finns bevarade angående Aristoteles tankevärld, och han tog även initiativ till ett par symposier för Aristotelesforskare under 1960-talet. Hans arbete resulterade bland annat i boken Aristoteles Darstellung und Interpretation seines Denkens. Under sina sista verksamma år, innan han drabbades av stroke 1969, arbetade han med en uppdaterad version av denna på engelska, som han dock aldrig hann fullborda.
Då han tillträdde sin professur vid Göteborgs högskola var detta en liten institution, med huvudsaklig inriktning på språk, filosofi och historia. Under slutskedet av andra världskriget hade norska läkarstuderande fått möjlighet att fullborda sin kliniska utbildning vid sjukhusen i Göteborg. Detta gav impulser till att försöka bredda högskoleutbildningen i Göteborg med medicinsk fakultet och med komplettering med matematisk/naturvetenskapliga ämnen. Ingemar Düring engagerade sig starkt i dessa planer, och kom att bli en av de pådrivande i arbetet för att skapa ett universitet i Göteborg.
Hans breda kompetens och hans arbetsförmåga ledde till att han anlitades för en rad andra betydelsefulla uppdrag. Han utsågs till ordförande i 1946 års skolkommission. Innan Sverige blivit medlem i UNESCO 1950 deltog han i ett par stora UNESCO-konferenser som svensk observatör, därefter ledde han under flera år det svenska UNESCO-rådet och svenska delegationer till UNESCO-konferenser. Han ivrade för att Sverige skulle påverka världsopinionen för den kulturella återuppbyggnad som krävdes efter kriget, och för att möjligheter till utbildning i utvecklingsländer. Trots att han var och förblev humanist hade han en klar bild av naturvetenskapernas betydelse i framtiden och vikten av att unga forskare gavs tillfälle till internationella kontakter.
Düring invaldes som ledamot av Vetenskaps- och Vitterhetssamhället i Göteborg 1941 och av Vitterhetsakademien 1959. Han blev riddare av Nordstjärneorden 1948, kommendör av samma orden 1955 och av Vasaorden 1956 samt kommendör av första klassen av Nordstjärneorden 1969.
År 1969, strax före sin 66-årsdag, drabbades Ingemar Düring av stroke och blev halvsidigt förlamad. Han var då sysselsatt med att som sakkunnig delta i tillsättandet av sin efterträdare, och hade ytterligare några oavslutade projekt, som fick läggas ner. Han tillbringade större delen av sitt återstående liv på sjukhus, och återhämtade sig aldrig så att han kunde återuppta någon vetenskaplig verksamhet. Düring är begraven på Västra kyrkogården i Göteborg.